# Bořeň
Der Bořeň (deutsch Borschen) ist ein 539 m hoher Felsberg südlich von Bílina (Bilin) im Böhmischen Mittelgebirge in Nordböhmen (Tschechien). Typisch ist die Form eines liegenden Löwen, davon leitet sich auch die Bezeichnung Biliner Löwe ab. Markant sind die steilen, bis 100 m hohen gegliederten Felswände aus Phonolith (Klingstein), welche auch als Bergsportgelände dienen. Der Berg gilt als größter Klingsteinmonolith Mitteleuropas. Seit 1977 steht der Berg auf 23,4 Hektar als Nationales Naturreservat unter Naturschutz.

## Lage und Umgebung
Am Fuß des Berges fließt die Bílina (Biela), begleitet von der Europastraße 442 und der Bahnstrecke Ústí nad Labem–Chomutov. Nördlich befindet sich die Stadt Bílina (Bilin) mit dem Kurbad Sauerbrunn. Südlich befinden sich die kleinen Orte Hrobčice (Hrobschitz), Chouč (Kautz) und Liběšice (Liebschitz). Auf der Schulter des Berges befindet sich die Chata pod Bořeňem (Borschenhaus), ein Berggasthaus.

## Aussicht
Im Norden befindet sich die weiträumige Bergbaulandschaft von Most (Brüx), Bílina und Duchcov (Dux) mit ihren tiefen Braunkohletagebauen und großen Abraumhalden. Im Osten und Süden schweift der Blick in die Berge des Böhmischen Mittelgebirges mit Hradišťany (Radelstein), Milá (Millayer), Raná (Rannayer Berg) und Oblík (Hoblik).

## Goethe und der Bořeň

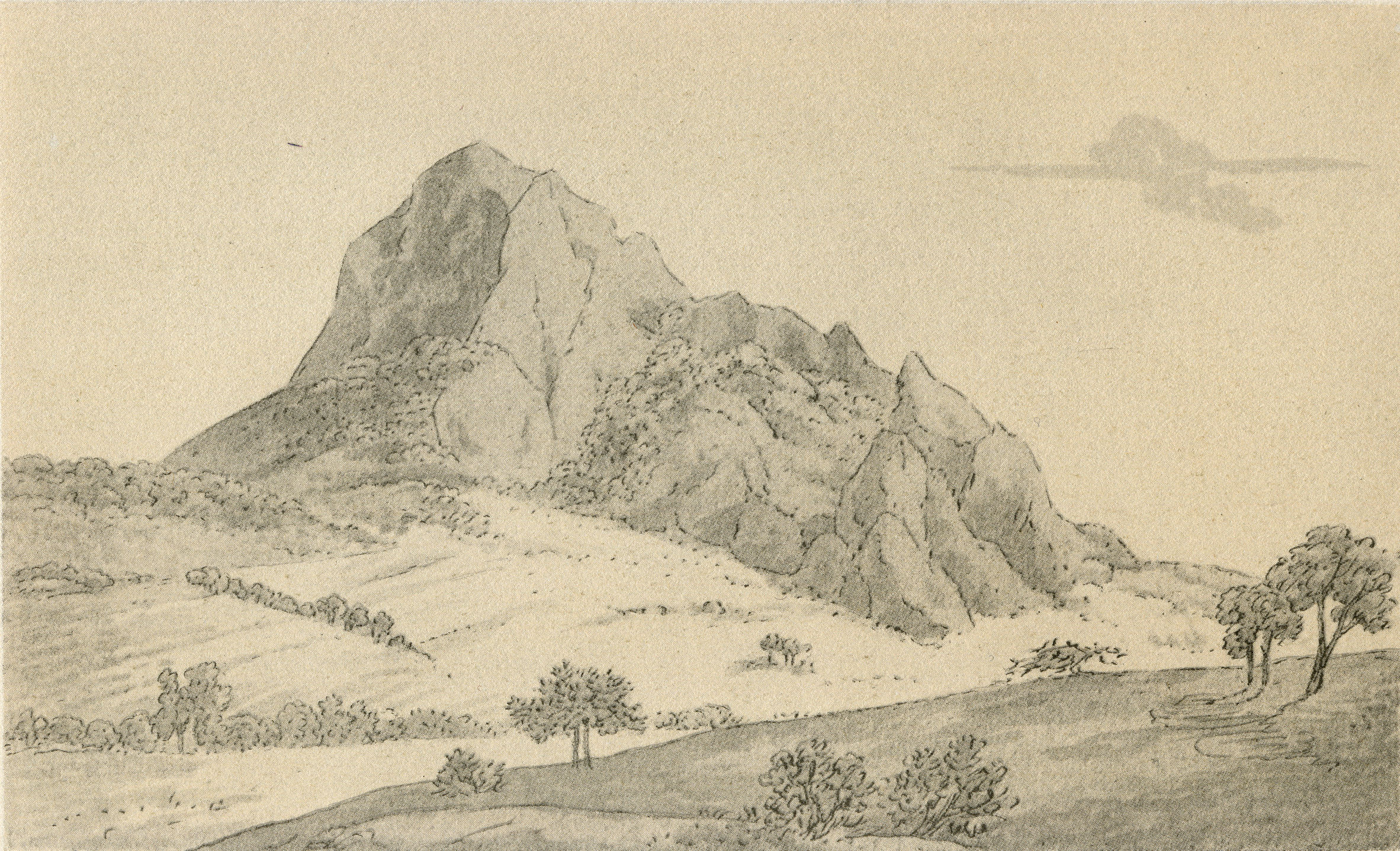
Der Bořeň 1810 von Goethe gezeichnet

Johann Wolfgang von Goethe hat im Rahmen seiner vulkanologischen Studien auch den Borschen aufgesucht und mehrfach gezeichnet. Die umliegenden Braunkohlevorkommen haben ihn dabei in seiner pseudovulkanistischen Deutung des Umlands gestärkt. Allerdings hat sich Goethe nicht explizit zur Entstehung des Borschens selbst geäußert, wie er es später bei anderen böhmischen Vulkanen (z. B. beim Komorní hůrka (Kammerbühl) oder der Vlčí hora (Wolfsberg)) tat.

## Botanische Besonderheiten
Beachtenswert ist die subalpine Pflanzenwelt des Berges, berühmt ist hier vor allem die Borschenaster, eine Abart der Alpen-Aster. Typisch für den Berg sind auch Wiesen-Kuhschelle, Echte Schlüsselblume und Echter Seidelbast.

## Naturschutz
Der Bořeň und seine Umgebung wurden bereits 1946 als Naturschutzgebiet, 1977 dann als Nationales Naturschutzreservat (tschechisch: národní přírodní rezervace) ausgewiesen.
2005 wurde das Gebiet von Tschechien als Flora-Fauna-Habitat-Gebiet an die EU-Kommission gemeldet und 2014 als solches ausgewiesen. Es ist damit Teil des europäischen Schutzgebietsnetzes Natura 2000. Die für das Gebiet gemeldeten Schutzgüter sind die Lebensraumtypen 40A0 (Subkontinentale peripannonische Gebüsche), 6190 (Lückiges pannonisches Grasland (Stipo-Festucetalia pallentis)), 8150 (Kieselhaltige Schutthalden der Berglagen Mitteleuropas), 8220 (Silikatfelsen mit Felsspaltenvegetation) und 9180 (Schlucht- und Hangmischwälder Tilio-Acerion).

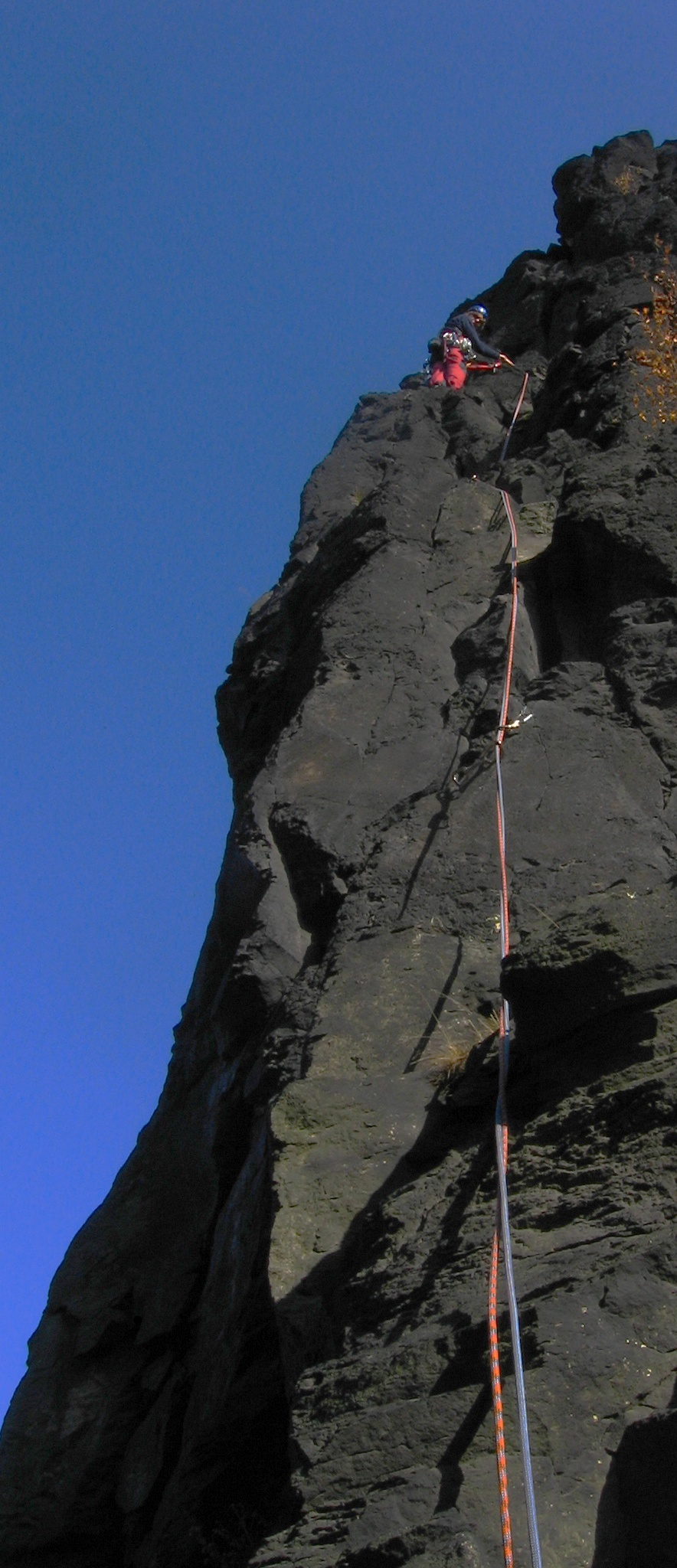
Klettern am Bischofspfeiler

## Felsklettern
Die bergsteigerische Erschließung des Bořeň begann schon Anfang des 20. Jahrhunderts durch Mitglieder des Deutschen und Österreichischen Alpenvereins DuÖAV, Sektion Saaz (heute Žatec). Zurzeit existieren am Bořeň ca. 400 Kletter-Routen aller Schwierigkeitsgrade. Geklettert wird sowohl in den hohen Massivwänden als auch an einigen freistehenden Türmen. Der Bořeň gilt heute als bedeutendstes Nichtsandstein-Klettergebiet in Tschechien.

## Wege zum Gipfel
Von Bílina aus führt ein „grün“ markierter Rundwanderweg über den Berg. Von diesem führt eine Abzweigung zum Gipfel.